# Astrapotheria
Astrapotheria é uma ordem extinta de mamíferos ungulados do clado Meridiungulata. Ocorreu na Antártida e na América do Sul do Paleoceno Superior ao Mioceno Superior, com registros fósseis na Argentina, Chile, Bolívia, Brasil, Peru, Equador, Colômbia e Venezuela.